# 1956.
◄ | 19. stoljeće | 20. stoljeće | 21. stoljeće | ►
◄ | 1920-ih | 1930-ih | 1940-ih | 1950-ih | 1960-ih | 1970-ih | 1980-ih | ►
◄◄ | ◄ | 1953. | 1954. | 1955. | 1956. | 1957. | 1958. | 1959. | ► | ►►
Arhitektura • Astronautika • Astronomija • Biologija • Film • Fotografija • Glazba • Kazalište • Kemija • Kiparstvo • Knjige • Književnost • Kršćanstvo • Meteorologija • Medicina • Planinarstvo • Politika • Pravo • Promet • Slikarstvo • Strip • Šport • Televizija • Znanost • Zrakoplovstvo • Željeznički promet

## Događaji
- 1. siječnja – Sudan se osamostalio
- 15. svibnja – Započelo emitiranje Televizije Zagreb, prve televizijske postaje u Hrvatskoj koja kasnije postaje sastavnim dijelom HRT-a
- 24. svibnja – Održana prva pjesma Eurovizije u Luganu u Švicarskoj
- 23. listopada – Revolucija u Mađarskoj protiv komunističkog režima

## Rođenja

### Siječanj – ožujak
- 3. siječnja – Mel Gibson, američko-australski glumac
- 7. siječnja – David Caruso, američki glumac
- 11. siječnja – Sela Ward, američka glumica
- 12. siječnja – Nikolaj Noskov, ruski pjevač
- 18. siječnja – Olivera Baljak, hrvatska glumica
- 21. siječnja – Geena Davis, američka glumica
- 30. siječnja – Darko Rundek, hrvatski pjevač
- 6. veljače – Mirela Brekalo, hrvatska glumica
- 7. veljače – Mark St. John, američki glazbenik († 2007.)
- 12. veljače
  - Velimir Zajec, hrvatski nogometaš i nogometni trener
  - Nina Erak, hrvatska glumica († 2025.)
- 28. veljače – Guy Maddin, kanadski filmski redatelj i scenarist
- 12. ožujka – Steve Harris, američki glazbenik
- 13. ožujka – Dana Delany, američka glumica

### Travanj – lipanj
- 12. travnja – Andy García, kubansko-američki glumac
- 14. travnja – Boris Šprem, hrvatski političar († 2012.)
- 22. travnja – Jukka-Pekka Saraste, finski dirigent i violinist
- 9. svibnja – Duško Gruborović, hrvatski glumac i pjesnik († 2006.)
- 14. svibnja – Branko Vukšić, hrvatski novinar i političar
- 17. svibnja – Sugar Ray Leonard, američki boksač
- 25. lipnja – Anthony Bourdain, američki kuhar († 2018.)
- 26. lipnja – Davorko Vidović, hrvatski političar
- 27. lipnja – Sultan bin Salman, saudijski astronaut

### Srpanj – rujan
- 1. srpnja – Hloverka Novak Srzić, hrvatska novinarka i televizijska voditeljica
- 5. srpnja – Asja Jovanović, hrvatska glumica
- 9. srpnja – Tom Hanks, američki glumac
- 13. srpnja – Branko Smiljanić, hrvatski glumac († 2024.)
- 31. srpnja – Michael Biehn, američki glumac
- 3. kolovoza – Anđelka Korčulanić, hrvatska književnica
- 6. rujna – Andrija Andabak, hrvatski vojnik († 1992.)
- 16. rujna – David Copperfield, američki iluzionist

### Listopad – prosinac
- 11. listopada – Nicanor Duarte, paragvajski političar
- 13. listopada – Sinan Sakić, srpski pjevač († 2018.)
- 17. prosinca – Andrej Štremfelj, slovenski alpinist
- 18. listopada – Martina Navrátilová, američka tenisačica češkog porijekla
- 23. listopada – Dianne Reeves, američka jazz pjevačica
- 28. listopada – Mahmud Ahmadinežad, iranski predsjednik
- 28. listopada – Volker Zotz, austrijski filozof
- 15. studenoga – Zlatko Kranjčar, hrvatski nogometaš i trener († 2021.)
- 20. studenog – Bo Derek, američka glumica
- 24. studenoga – Antun Masle, hrvatski novinar († 2022.)
- 26. studenoga – Gilles Wach, francuski svećenik i osnivač ICRSS-a
- 6. prosinca – Tea Benčić Rimay, hrvatska pjesnikinja († 2009.)
- 19. prosinca – Jens Fink-Jensen, danski umjetnik

### Nepoznat datum rođenja
- Ružica Djamić, hrvatska glumica († 2006.)

## Smrti

### Siječanj – ožujak
- 2. veljače – Frano Alfirević, hrvatski pjesnik, esejist i putopisac (* 1903.)
- 3. veljače – Petar Skok, hrvatski jezikoslovac (* 1881.)
- 6. veljače – Fran Bubanović, hrvatski kemičar (* 1883.)

### Travanj – lipanj
- 10. travnja – Božidar Širola, hrvatski skladatelj i etnomuzikolog (* 1889.)
- 6. lipnja – Hiram Bingham, američki arheoloh, otkrivač Machu Picchua (* 1875.)

### Srpanj – rujan
- 9. kolovoza – Ante Cettineo, hrvatski književnik (* 1898.)
- 11. kolovoza – Jackson Pollock, američki slikar (* 1912.)
- 14. kolovoza – Bertold Brecht, njemački književnik (* 1898.)
- 27. rujna – Babe Didrikson Zaharias, američka atletičarka (* 1911.)

### Listopad – prosinac
- 26. listopada – Walter Gieseking, njemački pijanist (* 1895.)
- 27. prosinca – Nikolaj Panin, ruski klizač (* 1872.)

## Nobelova nagrada za 1956. godinu
- Fizika: William B. Shockley, John Bardeen i Walter H. Brattain
- Kemija: Cyril Norman Hinshelwood i Nikolaj Nikolajevič Semjonov
- Fiziologija i medicina: André Frédéric Cournand, Werner Forßmann i Dickinson W. Richards
- Književnost: Juan Ramón Jiménez
- Mir: nije dodijeljena

## Vanjske poveznice
|  | Zajednički poslužitelj ima još gradiva o temi 1956. |